# Jorge Eduardo Lozano
Jorge Eduardo Lozano (ur. 10 lutego 1955 w Buenos Aires) – argentyński duchowny katolicki, arcybiskup San Juan de Cuyo od 2017.

## Życiorys
Święcenia kapłańskie przyjął 17 listopada 3 grudnia 1982. Był m.in. asystentem archidiecezjalnej młodzieżowej Akcji Katolickiej (1983-1993) oraz wiceprzewodniczącym archidiecezjalnej Komisji Parafialnych Instytutów Edukacyjnych (1990-1992).

### Episkopat
4 stycznia 2000 papież Jan Paweł II mianował go biskupem pomocniczym archidiecezji Buenos Aires oraz biskupem tytularnym Furnos Maior. Sakry biskupiej udzielił mu 25 marca 2000 arcybiskup Jorge Bergoglio.
22 grudnia 2005 papież Benedykt XVI mianował go ordynariuszem diecezji Gualeguaychú. Ingres odbył 11 marca 2006.
31 sierpnia 2016 papież Franciszek mianował go arcybiskupem koadiutorem San Juan de Cuyo. 17 czerwca 2017, po przejściu na emeryturę arcybiskupa Alfonso Delgado Eversa, objął rządy w archidiecezji.
W latach 2020-2023 był sekretarzem generalnym Rady Biskupów Ameryki Łacińskiej.